# Asplenium punjabense
Asplenium punjabense är en svartbräkenväxtart som beskrevs av Bir, Fraser-jenk. och Lovis. Asplenium punjabense ingår i släktet Asplenium och familjen Aspleniaceae. Inga underarter finns listade.